# Скития
Скития, понякога и Голяма Скития (Scythia, на старогръцки: Σκυθική, Scythia, на гръцки: Σκυθία Skythíае) – условно означение на лесостепните райони, основно в Северното Причерноморие.
Древногръцките и латински автори обозначават с Голяма Скития територията, обитавана от скитски племена през Античността (7 век пр.н.е. – 1 век пр.н.е.).
Скития е царство от 8 век пр.н.е. Сведенията идват предимно от Херодот.

## Царе на скитите
- Ариапейт (края на 6 век пр.н.е.)
- Скил (ок. 500 пр.н.е.)
- Ариапиф (480 – 460 пр.н.е)
- Октамасад (ок. 450 пр.н.е.)
- Атей (ок. 429 – 339 пр.н.е.)
- Скилур (ок. 125 – 110 пр.н.е.)
- Палак (ок. 100 пр.н.е.)